# Estrella de la mañana (canción)
«Estrella de la mañana» es un tema compuesto por la cantante Gloria Trevi en 2004 a petición del empresario Armando Gómez - actual esposo de la cantante- Gloria jamás había vendido una de sus canciones para ser interpretada por alguien más, pero presionada por los problemas económicos que atravesaba en la época, accedió a una entrevista con el empresario, en la que aceptó la venta de dos canciones para ser incluidas en su primer álbum como cantante de banda, álbum que a pesar de ser grabado, jamás vio la luz. En 2006 el sencillo es incluido en su octavo álbum:  La Trayectoria que fue para Univision Music Grup. Siendo uno de los 5 temas inéditos del álbum, esta canción trata sobre la ilusión de luchar para encontrar un alma gemela.

## Videoclip
El videoclip del sencillo fue filmado en la ciudad de Miami, Florida, en los Estados Unidos de América, dirigido por la cantante, Gloria Trevi.

## Trayectoria
Esta canción, que se colocó en los premios Billaboard, pertenece al álbum La Trayectoria, bajo es sello de Univision Music Group, es el sencillo número 18 del álbum, como uno de los 5 inéditos del álbum.